# Herb gminy Ostrów Mazowiecka
Herb gminy Ostrów Mazowiecka – jeden z symboli gminy Ostrów Mazowiecka, ustanowiony 31 maja 2005.

## Wygląd i symbolika
Herb przedstawia na tarczy w polu zielonym złoty ostrzew, na nim srebrny jastrząb, zrywający się do lotu. Zielone pole symbolizuje znaczenie przyrody dla gminy, ostrzew był wierzchołkiem ściętego drzewa, który bartnicy używali do wybierania miodu z barci. Ostrzew jest symbolem sosny - gatunku dominującego w lasach gminy. Natomiast jastrząb to symbol tradycji łowieckich i myśliwskich gminy, jest również nawiązaniem do Jastrzębca - herbu rodziny Niewęgłowskich z Komorowa.